# رباب ممتاز
رباب ممتاز، ممثلة مصرية.

## حياتها
وُلدت بمحافظة القاهرة وشاركت بالتمثيل في العديد من الأعمال الفنية في السينما والتلفزيون، بدأت مسيرتها الفنية في عام 2000 عندما شاركت في مسلسل «نساء في الغربة» وتوالت مُشاركاتها في السينما والمسرح والدراما التليفزيونيّة العربية لتشارك بعد ذلك في أعمال سينمائية مثل فيلم أبو شنب، وفيلم حملة فريزر، وفي أعمال تليفزيونيّة مثل مسلسل توبة، ومسلسل الكبريت الأحمر. برزت في أدوار الفتاة الشعبية.

## أعمالها

### الأفلام
- أبو شنب: صدر في عام 2016.
- حملة فريزر: صدر في عام 2016، وقامت فيه بدور الضابط سناء.
- متعب وشادية: صدر في عام 2013.
- وبعد الطوفان: صدر في عام 2012، وقامت فيه بدور هند زوجة والد رفيق.

### المسلسلات
- توبة: صدر في عام 2022، وقامت فيه بدور المعلمة سمارة.[3]
- زي القمر - الموسم الثاني (حكاية عقبال عوضك): صدر في عام 2021.
- ضل راجل: صدر في عام 2021، وقامت فيه بدور سميحة أخت جلال.
- موسى: صدر في عام 2021.
- لما كنا صغيرين: صدر في عام 2020، وقامت فيه بدور عزة.[4]
- حواديت الشانزليزيه: صدر في عام 2019.
- بيت السلايف: صدر في عام 2018.[5]
- إزي الصحة: صدر في عام 2017، وقامت فيه بدور جمالات.
- الكبريت الأحمر: صدر في عام 2016، وقامت فيه بدور صفية.
- ليالي الحلمية (الجزء السادس): صدر في عام 2016، وقامت فيه بدور رحاب.
- يونس ولد فضة: صدر في عام 2016، وقامت فيه بدور غنية أم فضالي.
- المرافعة: صدر في عام 2014.
- الشك: صدر في عام 2013.
- تحت الأرض: صدر في عام 2013، وقامت فيه بدور زينات.
- بنت اسمها ذات: صدر في عام 2013، وقامت فيه بدور سهير.
- خطوط حمراء: صدر في عام 2012.
- كيد النسا: صدر في عام 2011.
- اختفاء سعيد مهران: صدر في عام 2010، وقامت فيه بدور رحاب الراقصة.
- مش ألف ليفة وليلة: صدر في عام 2010، وقامت فيه بدور دسيسة.
- إسماعيل ياسين أبو ضحكة جنان: صدر في عام 2009.
- تاجر السعادة: صدر في عام 2009.
- كلام نسوان: صدر في عام 2009.
- الفاضي يعمل إيه: صدر في عام 2008.
- بنت من الزمن دا: صدر في عام 2008.
- أزهار: صدر في عام 2007.
- حمد الله على السلامة: صدر في عام 2007.
- سلطان الغرام: صدر في عام 2007.
- عمارة يعقوبيان: صدر في عام 2007، وقامت فيه بدور رباب.
- قلب امرأة: صدر في عام 2007.
- الحب بعد المداولة: صدر في عام 2006.
- سوق الخضار: صدر في عام 2006، وقامت فيه بدور زينب.
- ريا وسكينة: صدر في عام 2005، وقامت فيه بدور رضا.
- أهل الرحمة: صدر في عام 2004.
- عفاريت السيالة: صدر في عام 2004، وقامت فيه بدور صفاء.
- حلم ابن السبيل: صدر في عام 2002، وقامت فيه بدور كريمة مساعدة شامل.
- طيور الشمس: صدر في عام 2002، وقامت فيه بدور صباح.
- يحيا العدل: صدر في عام 2002.
- عائلة الحاج متولي: صدر في عام 2001، وقامت فيه بدور فتاة في حلم متولي.
- نساء في الغربة: صدر في عام 2000.

### المسرحيات
- الناس اللي في التالت: عُرضت في عام 2001، وقامت فيها بدور العروس.